# Katifelis nightingalei
Il katifelide (Katifelis nightingalei) è un mammifero carnivoro estinto, appartenente ai felidi. Visse nel Miocene inferiore (circa 17 milioni di anni fa) e i suoi resti fossili sono stati ritrovati in Kenya.

## Descrizione
Tutto ciò che si conosce di questo animale è un frammento di mandibola con il quarto premolare e il primo molare inferiore. Non è quindi possibile stabilire l'aspetto di questo animale, ma in ogni caso le sue dimensioni non erano molto grandi e la taglia doveva essere leggermente inferiore a quella di un odierno caracal. Katifelis era caratterizzato dal quarto premolare inferiore corto, con un minimo sviluppo di cuspidi accessorie tranne quelle più esterne. Il paraconide del primo molare inferiore era piccolo rispetto al protoconide, come nei felidi attuali. Il metaconide e il secondo molare inferiore erano assenti, e il talonide del primo molare era basso con una piccola cuspide distale. Le cuspidi accessorie del premolare erano intermedie tra quelle dei felidi ancestrali come Pseudaelurus e quelle dei felidi derivati come Pristifelis e Felis. Rispetto ad altri felidi arcaici africani come Asilifelis, questa forma possedeva una dentatura più robusta ed era di dimensioni nettamente maggiori.

## Classificazione
Katifelis nightingalei venne descritto per la prima volta nel 2018 sulla base di un frammento mandibolare ritrovato in terreni del Miocene inferiore in Kenya, nei pressi di Kalodirr. Questo animale, per le caratteristiche dentarie, è stato attribuito ai felidi, ma la frammentarietà dei resti non permette una classificazione più precisa. Sembra che Katifelis facesse parte di uno stock di felidi africani del Miocene dalle caratteristiche piuttosto derivate, comprendenti anche il minuscolo Asilifelis e forse i più grossi Namafelis e Diamantofelis. In ogni caso, Katifelis differisce da generi europei come Styriofelis per il protoconide più sviluppato del paraconide sul primo molare, e dall'arcaico Proailurus per l'assenza del secondo molare e (ancora) per il protoconide più sviluppato. È improbabile che Katifelis fosse un barbourofelide (un'altra famiglia di carnivori simili ai felidi) a causa della presenza di un talonide sul primo molare (scomparso dei barbourofelidi) e dell'assenza del metaconide (presente invece in questi ultimi). 